# Vincenzo Ugolini
Pour les articles homonymes, voir Ugolini.
Vincenzo Ugolini (Pérouse, le 1er novembre 1578 – Rome, le 6 mai 1638) est un compositeur et chanteur Italien de la fin de la Renaissance et du début du Baroque.

## Biographie
Vincenzo Ugolini, fils de Jean-Baptiste, a commencé sa formation musicale en tant que « puer » en 1592 à l'église de Saint-Louis-des-Français à Rome, où il a étudié avec Giovanni Bernardino Nanino. Les documents montrent que jusqu'en juillet 1594, il travaillait toujours dans la même chapelle, mais comme chanteur contralto dans le chœur, en précisant « autrefois enfant du chœur » (« olim puer chori »), tandis que du 1er mai 1600 jusqu'à la fin de 1601, il a été employé à nouveau avec le titre de basse.
En 1603, il était maître de chapelle à la basilique de Sainte-Marie-Majeure, service qu'il a quitté le 6 décembre 1609 en raison d'une maladie grave déjà contractée en 1606. Cependant il a obtenu le poste de maître de chapelle à la cathédrale de Bénévent, conservant ce titre qu'en 1615, même si l'année d'avant il est revenu à Rome au service du cardinal Arrigoni.
Le 2 juillet 1616, il revient à Saint-Louis-des-Français comme maître de chapelle, poste où il est resté jusqu'en 1620, quand il a accepté l'invitation pour le même poste à la Cappella Giulia et a recommandé comme son successeur à Saint-Louis-des-Français le petit-fils de Lorenzo Ratti, qui a pris officiellement ce poste le 1er août 1620; Ugolini a gardé son service à Saint-Pierre jusqu'en 1626.
Le 4 septembre 1629, il est témoin lors de la rédaction du testament du compositeur Domenico Allegri, le frère de Gregorio. Comme Vincenzo, les Allegri étaient tous deux des élèves de Giovanni Bernardino Nanino, et en particulier Gregorio qui était le compagnon d'Ugolini au cours de la période de formation dans la maison de leur professeur.
Le 1er mai 1631, il revient à Saint-Louis-des-Français, où il reste jusqu'à sa mort en 1638. Il a été remplacé par son élève Orazio Benevoli.

## Œuvres

### Musique sacrée
- Sacræ cantiones, lib. 1, 8vv, bc (Rome, 1614);
- Motecta sive sacræ cantiones, lib. 1, 1–4vv (Venise, 1616);
- Motecta sive sacræ cantiones, lib.2, 1–4vv (Venise, 1617);
- Motecta sive sacræ cantiones, lib.3, 1–4vv (Venise, 1618);
- Motecta sive sacræ cantiones, lib.4, 1–4vv (Rome, 1619);
- Motecta et missæ, lib. 2, 8, 12vv, bc (Rome, 1622);
- Psalmi ad vesperas, 8vv, bc (Venise, 1628);
- Psalmi ad vesperas et motecta, lib. 1, 12vv, bc (Venise, 1630);
- 2 mottetti, 2vv, bc, 16183, 16195; 2, 3vv, bc, 16213, 16251;
- 2 inni: Veni Creator Spiritus, 4vv; Gloria Patri Domino nato, 5vv: I-Rvat C.G.XV/70;
- 4 antifone: Illuminare his qui in tenebris, 8vv; Omnes gentes plaudite manibus, 8vv; Et tu puer propheta, 8vv; Petrus apostolus, 6vv: Rvat C.G.XV/70;
- Litaniæ lauretanæ, 8vv, Rvat C.G.XV/70;
- Lauda Sion Salvatorem, 6vv, Rvat C.G.XV/71;
- Favus distillans, mottetto, 8vv, bc, Rvat C.G.XIII/25;
- Jubilate Deo, 5vv, Rvat C.G.XV/70

### Musique profane
- Il primo libro de madrigali, 5vv (Venise, 1615);
- Il secondo libro de madrigali, 5vv (Venise, 1615);
- 1 madrigale, 159916 (anche in 161610)